# Кидько, Степан Степанович
Степан Степанович Кидько (1915—1944) — капитан Рабоче-крестьянской Красной Армии, участник Великой Отечественной войны, Герой Советского Союза (1943).

## Биография
Степан Кидько родился в 1915 году. В 1941 году он был призван на службу в Рабоче-крестьянскую Красную Армию. С того же года — на фронтах Великой Отечественной войны. К сентябрю 1943 года гвардии капитан Степан Кидько командовал батальоном 136-го гвардейского стрелкового полка 42-й гвардейской стрелковой дивизии 40-й армии Воронежского фронта. Отличился во время битвы за Днепр.
23 сентября 1943 года Кидько переправился через Днепр в районе села Гребени Кагарлыкского района Киевской области Украинской ССР и принял активное участие в захвате и удержании в течение нескольких дней плацдарма на его западном берегу.
Указом Президиума Верховного Совета СССР от 29 октября 1943 года за «образцовое выполнение боевых заданий командования на фронте борьбы с немецкими захватчиками и проявленные при этом мужество и героизм» гвардии капитан Степан Кидько был удостоен высокого звания Героя Советского Союза. Орден Ленина и медаль «Золотая Звезда» он получить не успел, так как в октябре 1944 года погиб в боях на территории Литовской ССР.